# War & Peace
I War & Peace sono un gruppo heavy metal fondato a Los Angeles dall'ex bassista dei Dokken, Jeff Pilson. Iniziato come un vero e proprio gruppo musicale, i War & Peace divennero successivamente una sorta di progetto solista di Pilson, al quale parteciparono diversi session man, turnisti e ospiti illustri.

## Storia
I War & Peace vennero fondati dal bassista Jeff Pilson dopo il primo scioglimento dei Dokken. Inizialmente videro diversi cambi di formazione prima di stabilizzarsi composti dal chitarrista Russ Parrish, il bassista Tommy Hendrickson (ex membro dei Terrified e dei Warlock di Doro Pesch) ed il batterista Ricky Parent. Il ruolo di chitarrista era stato in origine affidato che al virtuoso chitarrista Randy Hansen, ma questi abbandonò il progetto nel 1990 e venne sostituito da Darren Householder prima che Russ Parrish prendesse il suo posto definitivamente. Householder successivamente raggiungerà i Love/Hate, ma guadagnò più successo tramite la carriera solista. Parallelamente al progetto War & Peace, Pilson entrò nella formazione degli M.S.G., con cui pubblicò il disco omonimo M.S.G. nel 1991.
Pilson successivamente cambiò formazione coprendo il ruolo di cantante, mentre dietro alle quattro corde successe l'ex membro dei Legs Diamond, Michael Diamond ed alla batteria subentrò niente meno che Vinnie Appice, proveniente dai Dio. La band si sciolse nel 1992, dopo aver registrato del materiale che emergerà in futuro. Questo materiale venne racchiuso nel disco Time Capsule, edito per la Shrapnel Records nel 1993. Quello stesso anno Hendrickson suonò nel disco solista dell'ex chitarrista dei Dokken, George Lynch chiamato Sacred Groove, assieme allo stesso Pilson.
Nel 1994 Pilson tornò in attività raggiungendo i Dio (dove rincontrò Appice) prima di tornare nei riformati Dokken quello stesso anno. Hendrikson collaborò per un breve periodo con il chitarrista C.C. DeVille dei Poison in un progetto di breve durata chiamato Needle Park. Parrish invece entrò nella nuova band del cantante dei Judas Priest, Rob Halford chiamata Fight. Parent sostituì Vikki Foxx negli Enuff Z'Nuff. Parent e Hendrickson raggiunsero per un breve periodo Danny e Michael Raphael in una versione dei Jailhouse che ebbe breve durata.
Nel 1999 viene pubblicata la raccolta The Flesh and Blood Sessions, contenente materiale irrealizzato dell'epoca in cui la formazione era composta da Pilson, Hansen, Diamond, e Appice. Nel 2001 viene pubblicato un nuovo album dei War & Peace con il titolo di Light at the End of the Tunnel, che però venne diffuso solo sul mercato giapponese per la Pony Canyon. L'uscita del disco coincise con il periodo in cui Pilson partecipò al film Rock Star nella parte del bassista della band fittizia Steel Dragon, che era composta inoltre da Zakk Wylde e Jason Bonham, oltre ad altri attori tra cui Mark Wahlberg. Diversi noti artisti parteciparono alle registrazioni del nuovo disco dei War & Peace incluso il chitarrista di Winger e Dokken, Reb Beach, il chitarrista dei Racer X e Mr. Big, Paul Gilbert, l'ex chitarrista degli Europe, John Norum, ed il batterista degli Scorpions, James Kottak.
Nel 2003 Pilson si concentrò su un nuovo progetto con il suo collega George Lynch, chiamato "Lynch/Pilson" dove la coppia diede alla luce il disco Wicked Underground.
Durante il 2004 Pilson partecipò nuovamente alle registrazioni di un disco dei Dio, ovvero Master of the Moon. Quello stesso anno, a maggio, viene pubblicato il quarto capitolo dei War & Peace intitolato The Walls Have Eyes, realizzato per la Z Records. Il disco presentava come traccia conclusiva una reinterpretazione del brano Walk Away dei Dokken. Lo stesso anno venne poi organizzato un concerto dei War & Peace al leggendario Cavern Club di Liverpool con formazione composta da Pilson, il chitarrista Mitch Perry (ex Talas, Steeler, Heaven, Edgar Winter), il bassista Brad Land ed il batterista Michael Frowein (già partecipe del progetto Lynch Mob e Lynch/Pilson). Pilson raggiunse le leggende del AOR Foreigner in occasione di un concerto a Santa Barbara, California il 25 luglio. Pilson parteciperà ad altri live dei Foregner e sarà presente inoltre in Can't Slow Down, il loro primo album di inediti pubblicato nel 2009 dopo quindi anni dall'ultimo Mr. Moonlight.
Russ Parrish, sotto lo pseudonimo di "Satchel ", riemerse nei primi anni 2000 come membro degli Steel Panther, una hair metal band parodia fronteggiata dall'ex cantante degli L.A. Guns, Ralph Saenz (sotto il nome di "Michael Starr)". Il gruppo pubblicò il disco Hole Patrol nel 2003. Nel 2004 viene diagnosticato all'ex batterista Ricky Parent un tumore; proprio a causa della malattia fu costretto a ritirarsi dalla scena musicale. Nel 2006 venne pubblicata una raccolta a cui parteciparono diversi artisti con l'intento di raccogliere fondi per aiutare il musicista, intitolando il disco Labour of Love - Ricky Parent Cancer Benefit Project. Nel disco parteciparono diversi artisti come la christian metal band Liberty N'Justice, Trixter, Enuff Z'Nuff, Jeff Pilson, Richie Sambora dei Bon Jovi ed altri artisti minori. Il 27 ottobre 2007 Ricky Parent muore all'età di 44 anni, dopo la lunga battaglia contro il cancro.

## Formazione

### Formazione attuale
- Jeff Pilson – voce, chitarra, basso, tastiere

### Ex componenti
- Randy Hansen – chitarra
- Darren Householder – chitarra
- Michael Diamond – basso
- Vinny Appice – batteria
- Russ Parrish – chitarra
- Tommy Hendricksen – basso
- Ricky Parent – batteria

### Turnisti
- Michael Frowein – batteria
- Bartholamew Toff – batteria
- Daniel Imas – chitarra

### Ospiti
- John Norum – chitarra (in Light at the End of the Tunnel)
- Reb Beach – chitarra (in Light at the End of the Tunnel)
- Paul Gilbert – chitarra (in Light at the End of the Tunnel)
- Jon Levin – chitarra (in Light at the End of the Tunnel)
- Richie Kotzen – chitarra (in Light at the End of the Tunnel)
- James Kottak – batteria (in Light at the End of the Tunnel)
- Alex Masi – chitarra (in The Walls Have Eyes)

## Discografia

### Album in studio
- 2001 – Light at the End of the Tunnel
- 2004 – The Walls Have Eyes

### Raccolte
- 1993 – Time Capsule
- 1999 – The Flesh and Blood Sessions